# Scott Peters (homme politique)
Pour les articles homonymes, voir Scott Peters.
Scott H. Peters, né le 17 juin 1958 à Springfield (Ohio), est un homme politique américain, élu démocrate de Californie à la Chambre des représentants des États-Unis depuis 2013.

## Biographie
Scott Peters est diplômé de l'université Duke en 1980 et devient économiste à l'Environmental Protection Agency. Il obtient un doctorat en droit de l'université de New York en 1984 et exerce le métier d'avocat. De 1991 à 1996, il est le substitut du procureur de la ville de San Diego.
Il est élu au conseil municipal de San Diego en 2000 ; il préside le conseil de 2006 à 2008. En 2008, il se présente sans succès au poste de procureur de la ville. À partir de 2009, il siège à la commission du port de San Diego.
En 2012, il est élu à la Chambre des représentants des États-Unis dans le 52e district de Californie avec 51,2 % des voix face au républicain sortant Brian Bilbray (en). Il est réélu en 2014 avec 51,6 % des suffrages face à Carl DeMaio (en).

## Historique électoral

### Chambre des représentants
| Année | Scott Peters | Républicain |
| ----- | ------------ | ----------- |
| Année |              |             |
| 2012  | 51,18 %      | 48,82 %     |
| 2014  | 51,59 %      | 48,41 %     |
| 2016  | 56,53 %      | 43,47 %     |
| 2018  | 63,8 %       | 36,2 %      |
| 2020  | 61,6 %       | 38,4 %      |
| 2022  | 62,8 %       | 37,2 %      |
| 2024  | 64,3 %       | 33,7 %      |